# Порчеленго (Тревизо)
Порчеленго је насеље у Италији у округу Тревизо, региону Венето.
Према процени из 2011. у насељу је живело 1307 становника. Насеље се налази на надморској висини од 48 м.